# Bluetooth
Bluetooth je način bežične razmjene podataka između dva ili više uređaja. Većina današnjih modernih računala, mobitela, digitalnih kamera i audio uređaja imaju mogućnost slanja podataka pomoću bluetootha. Veza se uspostavlja putem radio valova u frekvencijskom području od 2,4 do 2,48 GHz. Zbog korištenja radio veze uređaji koji se povezuju ne moraju biti u optičkoj vidljivosti kao niti međusobno usmjereni a veza se može ostvariti u promjeru od otprilike 10 metara oko uređaja. Osnovna inačica bluetootha omogućava prijenos podataka do 1 Mbit/s. Prije puštanja u uporabu proizvodi s bluetooth tehnologijom moraju biti kvalificirani i proći ispitivanje frekvencijskog međudjelovanja.
Bluetooth logo ￼ je vezna runa koja spaja mlađe rute Futhark ￼ (ᚼ,Hagall) i ￼ (ᛒ, Bjarkan), Haraldove inicijale.

## Podrijetlo imena
Bluetooth je dobio naziv po srednjovjekovnom danskom kralju Haraldu Plavozubom (danski Harald Blåtand, eng. Harold Bluetooth) koji je bio poznat po svojim mogućnostima diplomatskih pregovora, gdje je često uspijevao uspostaviti komunikaciju i visoku razinu razumijevanja između više strana s različitim interesima. Uspio je pomiriti zaraćene narode na području današnje Danske, Švedske i Norveške. Uspostavio je ujedinjeno kraljevstvo Dansku, te prihvatio kršćanstvo. Naziv "bluetooth" odabran je zato što ta tehnologija omogućuje komunikaciju različitih uređaja.